# Acaronia
Acaronia (nach „Acará“, einem Tupí-Guaraní-Ausdruck für Buntbarsche) ist eine aus zwei Arten bestehende Gattung südamerikanischer Buntbarsche. 

## Verbreitung
Die Gattung kommt im Amazonasbecken in Peru, Brasilien und Bolivien, im Rio Negro, im Rio Branco, Brazo Casiquiare, Río Caura, im Orinokostromgebiet in Kolumbien und Venezuela, im Essequibo in Guyana, im Oyapock an der Grenze zwischen Brasilien und Französisch-Guyana und in brasilianischen Bundesstaat Amapá vor. 

## Merkmale
Acaronia-Arten werden 25 bis knapp über zwölf Zentimeter lang. Ihr Körper ähnelt dem der Buntbarschgattung Aequidens, ist seitlich abgeflacht, hochrückig und von länglich, ovaler Form. Die Augen sind auffallend groß, das Maul ist endständig und tief gespalten, mit einer sehr großen, weit vorstülpbaren Prämaxillare. Die weichstrahligen Teile von Rücken- und Afterflosse sind ausgezogen und zugespitzt, die Schwanzflosse fächerförmig mit abgerundeten Spitzen.

## Lebensweise
Acaronia-Arten ernähren sich von Insektenlarven, Krebstieren und kleinen Fischen. Sie sind revierbildend und Offenbrüter.

## Arten
- Reusenmaul (Acaronia nassa Heckel, 1840)
- Acaronia vultuosa Kullander, 1989